# Cat Ballou
Cat Ballou (La tigresa del oeste en Hispanoamérica, La ingenua explosiva en España)  es una película estadounidense de 1965, dirigida por Elliot Silverstein. Protagonizada por Jane Fonda, Lee Marvin, Michael Callan, Dwayne Hickman, Nat King Cole, Stubby Kaye. Basada en la novela The Ballad of Cat Ballou de Roy Chanslor. Forma parte del AFI's 10 Top 10 en la categoría "Western".

## Argumento
Narra la historia de una mujer, Catherine Ballou (Jane Fonda), que contrata a un famoso pistolero, Kid Shelleen (Lee Marvin), para proteger el rancho de su padre y luego vengar su asesinato, pero para su asombro, descubre que el pistolero no es lo que ella esperaba. La empresa que busca apropiarse del rancho había contratado a su vez a otro famoso pistolero, Tim Strawn, alias Nariz de Plata, que había asesinado al padre de Catherine, para enfrentar a Kid Shelleen. Ella lo demanda por asesinato, pero el dueño de la empresa, Harry Percival (Reginald Denny), logra que el juicio no se realice. Catherine, con el sobrenombre de Cat Ballou, decide entonces formar una banda para robar la nómina de pagos de la compañía. Más tarde se enfrenta al dueño de la empresa y éste resulta muerto. Ella es enjuiciada y condenada a la horca. Los últimos minutos de la película serán cruciales.

## Comentarios
La novela en la cual se basa el filme es una tragedia, pero que fue adaptada para el cine, como musical y comedia.

## Reparto
- Jane Fonda - Cat Ballou
- Lee Marvin - Kid Shelleen - Tim Strawn
- Michael Callan - Clay Boone
- Dwayne Hickman - Jed
- Nat King Cole - Sunrise Kid
- Stubby Kaye - Profesor Sam the Shade

## Galardones
- Ganadora del Premio Óscar 1966, al Mejor actor (Lee Marvin).
- Ganadora del Premio BAFTA 1966, al Mejor actor extranjero (Lee Marvin).
- Ganadora del premio Globo de Oro 1966, al Mejor actor cinematográfico, Musical/Comedia (Lee Marvin).
- Ganadora del premio Oso de Plata 1965, al Mejor actor (Lee Marvin); al Mejor guion (Walter Newman y Frank Pierson), y Mención de Honor (Elliot Silverstein).
- Ganadora del premio Golden Laurel 1966 - Comedia, a la Mejor actriz (Jane Fonda), y al Mejor actor (Lee Marvin).
- Ganadora del premio National Board of Review (NBR) 1966, al Mejor actor, (compartido), (Lee Marvin).

- Datos: Q76824
- Multimedia: Cat Ballou (film) / Q76824